# Retrobament a l'abadia de Rose
Retrobament a l'abadia de Rose (títol original: Le Parfum des secrets, "Rosamunde Pilcher": Wiedersehen in Rose Abbey) és una telefilm melodramàtic alemany de l'any 2009 dirigida per Karen Müller i protagonitzada per Anja Boche i Florian Fitz. Els guionistes són Marlies Ewald i Rosamunde Pilcher, està produïda per Beate Balser i Vanessa Lackschewitz i la banda sonora la proporciona Richard Blackford. La duració de la pel·lícula és de noranta minuts i ha estat doblada al català.

## Argument
La Rosanne aprofita un intercanvi a Londres per conèixer la ciutat natal de la seva companya d'universitat, la Pat, que li proposa arribar a Cornualla amb l'avioneta del seu cosí. Malgrat els problemes a l'hora d'aterrar, la Rosanne i l'Adrian, el pilot, s'adonaran que se'ls ha despertat un sentiment especial. Ara bé, l'autèntica missió de la Rosanne és una altra i aquesta comença a l'abadia de Rose.
Després de la mort de la seva mare, Rosanne Brix, estudiant de Chicago, viatja a Anglaterra per buscar el seu pare biològic. La seva única pista és una antiga foto de la seva mare davant de l'antiga Abadia de Rose.
Els germans Steven i Gordon Mortimer organitzen aquí un cultiu de roses i utilitzen els pètals de rosa per produir un conegut perfum. Rosanne exerceix la seva condició d'interna a Gordon, amb l'esperança d'aprendre més sobre els seus orígens.
En el procés, coneix el simpàtic cap de màrqueting de Mortimer, Adrian Shaw, i es desenvolupa un romanç tendre entre tots dos, fins que finalment admeten el seu amor. Adrian encara no ha sospitat que Rosanne guarda un secret.
Una sèrie d'esdeveniments dramàtics obliguen a Rosanne a prendre decisions importants. Decisions que no només afecten la seva pròpia vida.

## Guió
Escrit per Marlies Ewald i Rosamunde Pilcher, està basada en "The Girl in the Lost" un dels relats romàntics d'aquesta escriptora britànica.

## Repartiment
- Anja Boche com a Rosanne Brix
- Florian Fitz com a Adrian Shaw
- Michael Greiling com a Gordon Mortimer
- Albert Fortell com a Steven Mortimer
- Patricia Aulitzky com a Bridget Foster
- Heike Warmuth com a Patricia
- Alexander-Klaus Stecher com a Paul Taylor
- Annie Leatherby com a Agatha
- Tim Ahern com a Peter Brix
- John Biggins com a Charles Moore
- Bill Champion com a Monsieur Wheeler[1]

## Recepció
A la base de dades en línia IMDb aquesta pel·lícula ha rebut una puntuació de 4,1 sobre 5, basada en la participació de vint vots.